# Prades-le-Lez
Prades-le-Lez is een gemeente in het Franse departement Hérault (regio Occitanie). De plaats maakt deel uit van het arrondissement Montpellier. Prades-le-Lez telde op 1 januari 2022 6.207 inwoners.

## Geografie
De oppervlakte van Prades-le-Lez bedroeg op 1 januari 2022 8,88 vierkante kilometer; de bevolkingsdichtheid was toen 699 inwoners per km².

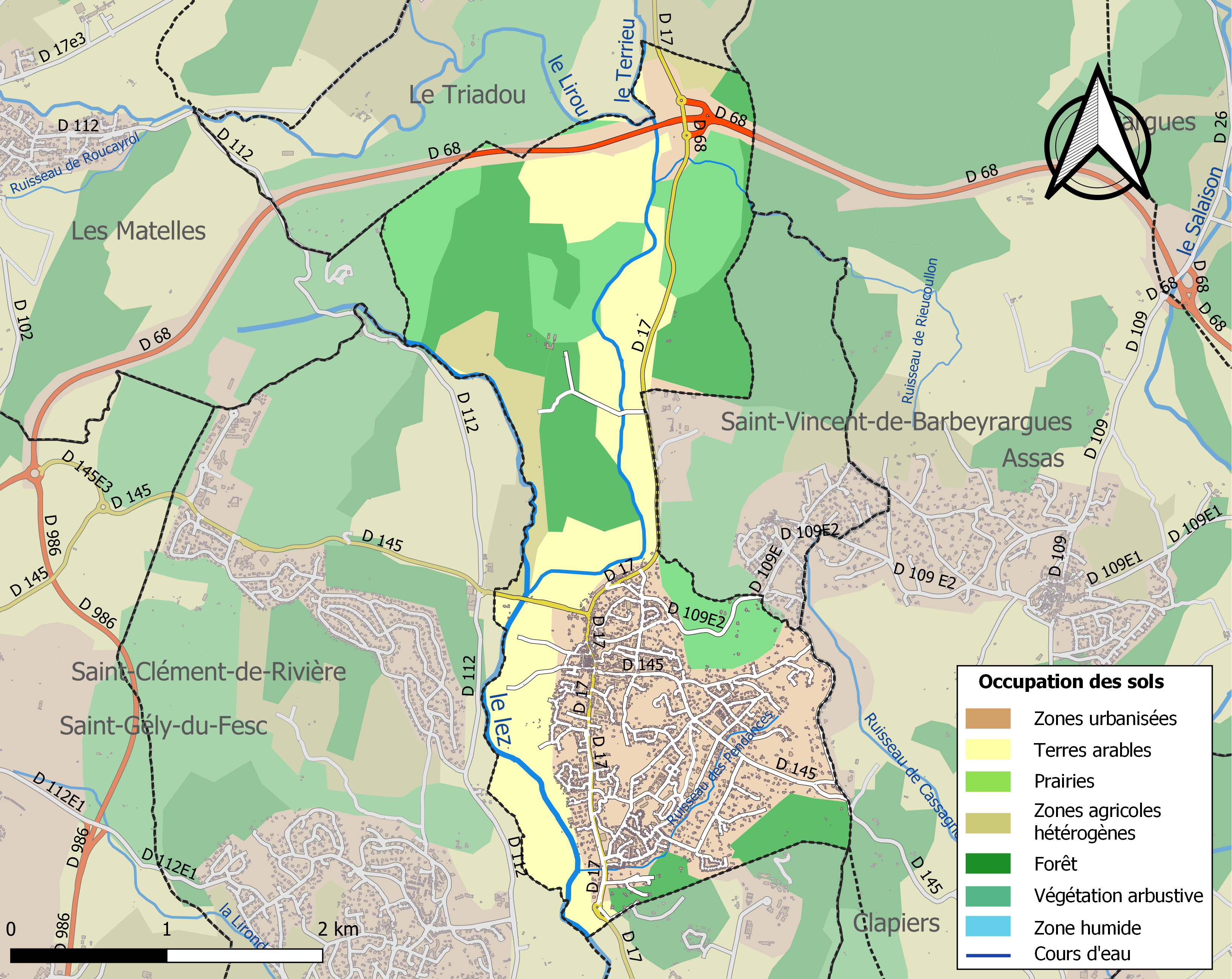
Kaart van de gemeente met belangrijkste infrastructuur, bodemgebruik en omliggende gemeenten

## Demografie
Onderstaande figuur toont het verloop van het inwonertal (bron: INSEE-tellingen).